# Willa rozkoszy w Małachowce
„Willa rozkoszy” albo „Willa szczęścia” w Małachowce – dacza nr 20 w ośrodku NKWD, w której  przedstawiciele NKWD w okresie od 31 października 1940 roku do 22 czerwca 1941 roku, prowadzili rozmowy na temat utworzenia polskiej dywizji na terenie ZSRR z wyselekcjonowanymi oficerami Wojska Polskiego, przebywającymi w niewoli sowieckiej od agresji ZSRR na Polskę, z pominięciem Rządu RP.

## Historia
Pomimo masowego mordu dokonanego przez NKWD na oficerach Wojska Polskiego i przedstawicielach polskich elit dokonanego wiosną 1940 roku w Katyniu, Charkowie, Twerze i więzieniach sowieckich, Józef Stalin latem 1940 roku, w obliczu klęski Francji i spodziewanego konfliktu zbrojnego z III Rzeszą, zaczął rozważać utworzenie w ramach Armii Czerwonej jednostek wojskowych złożonych z Polaków znajdujących się w niewoli radzieckiej. Próbowano do stworzenia jednostek niezależnych od rządu polskiego w Londynie zwerbować m.in. generałów Mieczysława Borutę-Spiechowicza, Mariana Januszajtisa i Wacława Przeździeckiego, lecz bezskutecznie. Dalsze próby, ukierunkowane na oficerów niższych stopniem, przyniosły pewne rezultaty. 31 października 1940 roku do willi NKWD w Małachowce przywieziono grupę polskich oficerów. Byli to: płk sap. Eustachy Górczyński, ppłk dypl. piech. Zygmunt Berling, ppłk art. Leon Bukojemski, ppłk dypl. sap. Leon Tyszyński, ppłk Marian Morawski. Towarzyszył im oficer sowieckich władz bezpieczeństwa państwowego, płk Paweł Kondratik. Po kilku dniach ppłk Morawski opracował memoriał polityczny, w którym przedstawił pomysł stworzenia Polskiej Republiki Ludowej oraz Polskiego Ludowego Przedstawicielstwa oraz wzywał w nim do utworzenia Polskiego Komitetu i zorganizowania polskiej dywizji u boku Armii Czerwonej. Zawarł w nim także zagadnienia dotyczące przyszłej granicy wschodniej i apel do Stalina o polepszenie losu polskich żołnierzy w niewoli sowieckiej. Treść memoriału nie spodobała się jednak władzom sowieckim. 5 listopada 1940 roku jego autor trafił do więzienia na Butyrkach.
Wkrótce potem do Małachowki przywieziono kolejnych oficerów. Byli to: ppłk Kazimierz Dudziński, kpt. Kazimierz Rosen-Zawadzki, por. obs. Tadeusz Wicherkiewicz, por. Roman Imach, ppor. Stanisław Szczypiorski i plut. pchor. Franciszek Kukuliński.
W wigilię Bożego Narodzenia 1940 roku, do celi na Łubiance, w której przetrzymywano  polskich oficerów, przybyli pułkownicy Berling i Gorczyński. Berling zaproponował im udział w pracach przygotowawczych nad tworzeniem polskich oddziałów wojskowych w składzie Armii Czerwonej. Następnego dnia czterech oficerów: Łopianowskiego, Siewierskiego, Szumigalskiego i Tomalę przywieziono do Małachowki. Pobyt polskich oficerów w Małachowce trzymany był w tajemnicy przed rządem polskim na uchodźstwie, jak i ówczesnymi niemieckimi sojusznikami ZSRR. Oprócz indoktrynacji politycznej, oficerowie polscy zapoznawali się z organizacją i uzbrojeniem Armii Czerwonej, studiowali regulaminy Armii Czerwonej, instrukcje i podręczniki wojskowe i tłumaczyli najważniejsze z nich na język polski (były one później używane do szkolenia w Armii Polskiej w ZSRR). Pracowali również nad odtworzeniem schematu organizacyjnego przedwojennej polskiej dywizji piechoty, wraz z propozycjami obsady personalnej ze znanych im jeńców polskich (obejmującymi także już wówczas zamordowanych oficerów i podoficerów).  
W połowie marca 1941 roku lokatorzy willi w Małachowce większością głosów zdecydowali współpracować z redakcją „Nowych Widnokręgów”. Za pośrednictwem NKWD wysłano do redakcji pisma deklarację. Opracowany przez ppłk. Dudzińskiego tekst rozpoczynał się następująco: :„My, niżej podpisani oficerowie byłej Armii Polskiej stwierdzamy, że Naród Polski dotychczas był oszukiwany i wyzyskiwany przez klasę posiadającą. Dopiero Związek Sowiecki wskazał właściwi drogę do uszczęśliwienia wszystkich ludzi [...] Z dobrodziejstw konstytucji stalinowskiej korzysta już znaczna część Narodu Polskiego, aby jak najprędzej pozostała część weszła w skład szczęśliwych narodów Związku Sowieckiego”. Odmówili jej podpisania mjr Lis i rtm. Łopianowski. 26 marca obaj oficerowie zostali przewiezieni do więzienia na Łubiance, a potem na Butyrkach. W wilii pozostało po tym 13 oficerów.
Tuż przed wybuchem wojny niemiecko-radzieckiej, na początku czerwca 1941 roku kierownictwo ZSRR zdecydowało o utworzeniu polskiej dywizji w ramach Armii Czerwonej, lecz dywizja ta miała powstać (do 1 lipca) przez reorganizację 238 Dywizji Piechoty ze Środkowoazjatyckiego Okręgu Wojskowego i składać się w większości z obywateli ZSRR oraz części polskich jeńców wojennych. Decyzja w tej sprawie została zatwierdzona przez Biuro Polityczne KC WKP(b) 4 czerwca 1941 roku. Do czasu zwerbowania któregoś z generałów na stanowisko dowódcy dywizji, miał nim zostać ppłk Berling. Do utworzenia polskiej dywizji nie doszło z powodu ataku Niemiec na ZSRR. Na wieść o tym mieszkańcy willi podpisali deklarację: My niżej podpisani oficerowie byłej armii polskiej, oburzeni zbrodniczą napaścią Niemiec hitlerowskich na Związek Socjalistycznych Republik Rad uważamy za swój obowiązek oświadczyć co następuje (...) Jako członkowie jednego z narodów uciskanych przez faszystowskiego agresora, jedyną drogę do wyzwolenia narodu polskiego widzimy we współpracy ze Związkiem Socjalistycznych Republik Rad, w ramach którego ojczyzna nasza będzie się mogła w sposób pełnowartościowy rozwijać.
Eksperyment z „pensjonatem” nie przyniósł oczekiwanych przez władze sowieckie rezultatów. Pozyskano jedynie kilkunastu oficerów, w tym żadnego z generałów. Po wybuchu wojny niemiecko-sowieckiej z ich usług praktycznie zrezygnowano. Pensjonariuszy z Małachowki przewieziono do Moskwy. Po kilku tygodniach bez przydziału, ppłk Berling zredagował pismo w sprawie przyjęcia ich do Armii Czerwonej o następującej treści: „My niżej podpisani prosimy o przyjęcie nas do szeregu Armii Czerwonej, jako szeregowców, względnie prosimy o danie nam pracy. Zapewniamy być lojalni”. Pismo to zostało podpisane przez sześciu oficerów (Berlinga, Bukojemskiego, Dudzińskiego, Rosen-Zawadzkiego, Imacha i Szczypiorskiego).
W sierpniu oficerowie z willi w Małachowce oddali się do dyspozycji Polskiej Misji Wojskowej, po czym przyjęci zostali do armii gen. Andersa. Większość służyła następnie w 5 Dywizji Piechoty gen. Boruty-Spiechowicza. Inni oficerowie i żołnierze odnosili się do nich z dużą nieufnością. Dowództwo Armii Polskiej nie wyciągnęło mimo to konsekwencji prawnych wobec oficerów z Małachowki, którym mogło zarzucić zdradę i złamanie przysięgi żołnierskiej, prawdopodobnie z uwagi na chęć uniknięcia zadrażnień z władzami radzieckimi. W okresie ewakuacji z ZSRR na Bliski Wschód, szeregi armii opuścili (zdezerterowali): Berling, Wicherkiewicz, Juszkiewicz i Czarkowski. Pozostał również Bukojemski, który odsiadywał w sowieckim więzieniu wyrok wydany przez polski sąd wojskowy. Pozostali wyjechali na Środkowy Wschód. Żaden z oficerów, którzy przeszli przez Małachowkę nie służył potem w 2 Korpusie Polskim we Włoszech. Wszystkich pozostawiono na Bliskim Wschodzie.
Według gen. Bohusza-Szyszko, prawdopodobnie istniały jeszcze inne wille, w których szkolono podoficerów i szeregowców Wojska Polskiego pod patronatem NKWD.

## „Pensjonariusze” willi
Po wybuchu wojny niemiecko-sowieckiej wystosowali oni oświadczenie do Ławrientija Berii deklarujące chęć współpracy. Oświadczenie podpisało trzynastu przebywających wówczas w willi oficerów: 
1. płk sap. Eustachy Górczyński,
2. ppłk dypl. piech. Zygmunt Berling,
3. ppłk art. Leon Bukojemski,
4. ppłk dypl. sap. Leon Tyszyński,
5. ppłk piech. Kazimierz Dudziński[a],
6. kpt. br. panc. Kazimierz Rosen-Zawadzki[b],
7. por. Włodzimierz Szumigalski,
8. por. Michał Tomala,
9. por. Janusz Siewierski,
10. por. obs. Tadeusz Wicherkiewicz[c][d],
11. por. Roman Imach[c],
12. ppor. Stanisław Szczypiorski,
13. plut. pchor. Franciszek Kukuliński.

Inni pensjonariusze 

W okresie od 25 grudnia 1940 roku do 26 marca 1941 roku „pensjonariuszem wili szczęścia” był także rtm. Narcyz Łopianowski. Trafił on tam z rozkazu gen. bryg. Wacława Przeździeckiego, z zadaniem rozpoznania intencji Sowietów oraz oficerów WP, którzy podejmą z nimi współpracę.  
- ppłk dypl. Marian Morawski

- mjr Józef Lis[e]